# Sebastes fasciatus

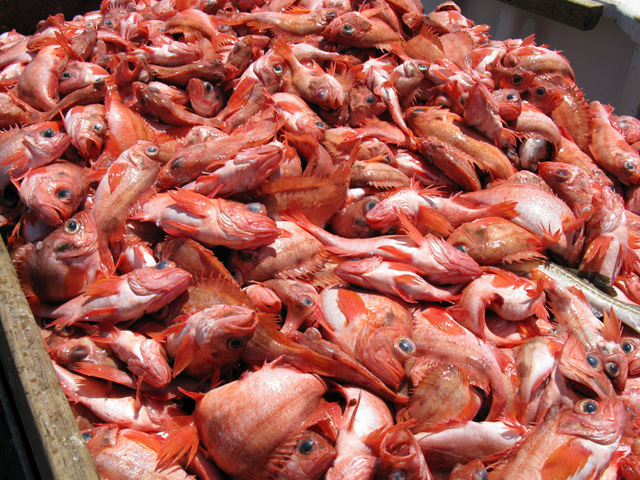
Catch of Acadian redfish

Sebastes fasciatus là một loài cá biển sống ở vùng nước sâu thuộc họ Sebastidae có nguồn gốc ở tây bắc Đại Tây Dương.

## Mô tả
Sebastes fasciatus có màu đỏ cam và có thể sống tới 50 năm hoặc hơn và chiều dài cơ thể có thể đạt tới 20 in (508 mm). Nó có ngoại hình gần giống với loài cá hồi đỏ sống ở vùng nước sâu Sebastes mentella. Hai loài có thể được phân biệt bằng số lượng tia vây mềm ở vây hậu môn, xét nghiệm bên trong túi khí hoặc bằng xét nghiệm di truyền.

## Phân bố loài và môi trường sống
Sebastes fasciatus có nguồn gốc từ vùng biển phía tây bắc Đại Tây Dương và phạm vi sống của nó kéo dài từ Virginia, vịnh St. Lawrence, Nova Scotia, miền tây Greenland và Iceland. Loài này được tìm thấy ở các độ sâu khác nhau trong khoảng 70 và 500 m (230 và 1.640 ft). Nó bơi gần đáy biển ở những khu vực có chất nền ở đáy là đất sét hoặc đá.

## Sinh lí
Thức ăn của loài này là các loại động vật giáp xác, động vật thân mềm và các loài cá nhỏ. Nó sinh sản vào mùa thu đến cuối mùa đông. Loài này sinh sản theo kiểu noãn thai sinh, và con cái có thể sinh ra 15.000-20.000 ấu trùng hoàn thiện vào nước ở mỗi mùa. Sebastes fasciatus là con mồi của cá bơn lưỡi ngựa, cá tuyết Đại Tây Dương, cá kiếm và hải cẩu cảng biển.

## Bảo tồn
Vì tốc độ tăng trưởng chậm, năng suất thấp, không có hại cho thiên nhiên, xu hướng "ăn hầu hết các con mồi" và được công nhận là một trong những loài cá có thịt ngon, loài được xếp loại là loài nguy cấp bởi IUCN vào năm 1996. Tuy nhiên, do những nỗ lực trong việc bảo tồn, số lượng cá thể đã tăng trở lại và vào năm 2012 loài được mô tr là đã phục hồi được, được quản lí bền vững và được thu hoạch có trách nhiệm theo quy định của Hoa Kỳ.